# Regressiv autism
Regressiv autism uppstår när ett barn verkar utvecklas normalt, men sedan börjar förlora tal och sociala färdigheter, vanligtvis mellan åldrarna 15 och 30 månader, och som därefter blir diagnostiserat med autism. Det finns ingen standarddefinition av regression (tillbakagång) och förekomsten av regression varierar beroende på definition.
Somliga barn visar en blandning av drag, med vissa tidiga förseningar och några senare förluster; och det finns bevis på ett kontinuerligt spektrum av beteenden, snarare än en svart-vit skillnad på autism med eller utan regression.

## Tal och social regression
Ungefär 25–30 % av barn med autismspektrumstörningar slutar prata efter att ha börjat säga ord, ofta före två års ålder.

Autismforskare Ami Klin: "De flesta exempel på autistisk regression är baserade på ett barns förlust av en handfull med ord. Det är möjligt att dessa barn bara ekade ljud de hörde från sina föräldrar".

Vissa förlorar social utveckling i stället för språk; vissa förlorar båda. Efter regressionen följer barnet standardmönstret av autistisk neurologisk utveckling. Termen hänvisar till framträdandet av att den neurologiska utvecklingen har vänt. Det är faktiskt bara de påverkade utvecklingsmässiga färdigheterna, snarare än neurologin som helhet, som tillbakabildas. Det är mer vanligt för autistisk neurologisk utveckling att inte inkludera sådana avvikelser, med åldersanpassade autistiska symptom som är tydliga från födseln.
Färdighetsförlusten kan ske snabbt eller långsamt, och föregås av en lång period med framåtskridande färdigheter. Förlusten kan åtföljas av minskade sociala lekar eller ökad lättretlighet. De tillfälligt inhämtade färdigheterna uppgår normalt till ett par ord av talat språk och kan innebära en viss tillbakabildad social perception. Det finns flera mellanliggande typer av utveckling, som varken passar in i den traditionella debuten eller de regressiva kategorierna, inklusive blandningar av tidiga brister, misslyckande att göra framsteg, knappt märkbara förminskningar och uppenbara förluster. 
Om definitionen av regressiv autism strikt kräver förlust av språk, är den mindre vanlig. Det är vanligare med fall där språket är bevarat men den sociala interaktionen minskad.

## Forskning
Det finns vissa som tror att regressiv autism helt enkelt är en tidig debuterande autism som känns igen vid ett senare tillfälle. Forskare har genomfört studier för att avgöra om regressiv autism är en särskild undergrupp av autismspektrumstörningar. Resultaten av dessa studier har motsagt varandra. Somliga forskare tror att det fortfarande inte finns någon slutgiltig biologisk skillnad mellan tidig debut och regressiv autism. 

## Andra störningar som involverar regression
Andra störningar som involverar regression är total blindhet från födseln, desintegrativ störning hos barn, Retts syndrom och Landau-Kleffners syndrom.